# Mdlaw Megbi
El Mdlaw Megbi és un club de futbol eritreu de la ciutat d'Asmara.

## Palmarès
- Lliga eritrea de futbol:[1]
  - 1997
- Copa eritrea de futbol: [2]
  - 2008